# Cynisca gansi
Espèce
Statut de conservation UICN

 CR B1ab(ii,iii)+2ab(ii,iii) : 
En danger critique
Cynisca gansi est une espèce d'amphisbènes de la famille des Amphisbaenidae.

## Répartition
Cette espèce est endémique de l'État de Rivers au Nigeria.

## Description
Cette espèce de lézard est apode.

## Étymologie
Cette espèce est nommée en l'honneur de Carl Gans.

## Publication originale
- Dunger, 1968 : The lizards and snakes of Nigeria. Part 5: the amphisbaenids of Nigeria including a description of 3 new species. Nigerian Field, vol. 33, n. 4, p. 167-192.